# Bantlär

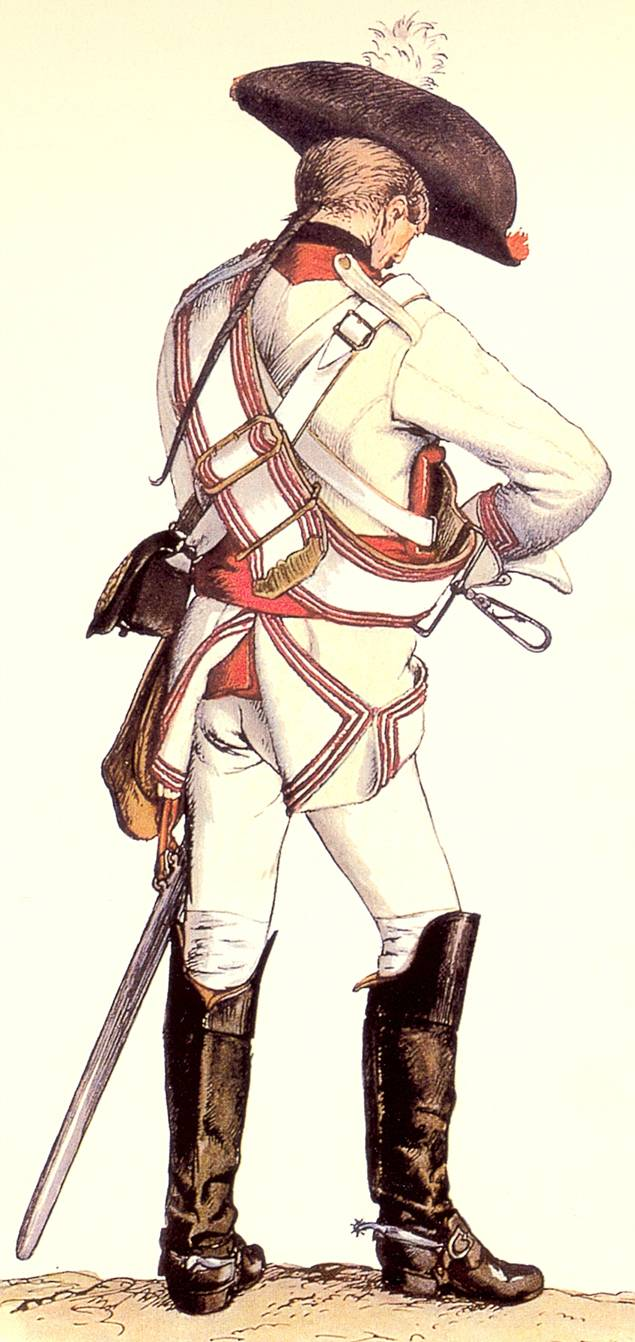
Kavallerist i preussiska "Kürassier-Regiments Prinz Schönaich" med olika bantlärer.

Bantlär (även bantler, bantlärrem eller bandolär) var förr ett gehäng i vilket patronväska (bantlärtaskan) hängde. Bantlär var även ibland gemensam beteckning för patronväska med tillhörande gehäng.
Det fanns även trumbantläder för trumslagaren, bantläder till dragonfanor etc.
Bantlär kunde även vara en livrem för att bära upp patronkök eller bajonett. Benämningen användes ibland för själva patronköket.

## Bilder

Bantlär med krutflaskor från 1600-talets mitt – Skoklosters slott.